# Акроміон
Акроміо́н (лат. acromion; від грец. ακρο- — «крайній, віддалений» + ωμος — «плече») — латеральний довгастий кінець ості лопатки у ссавців, що однією своєю частиною зчленовується з акроміональною суглобовою поверхнею ключиці. Разом вони утворюють акроміонально-ключичний суглоб (articulatio acromioclavicularis).
Зачаток акроміона є і в деяких ящірок. Акроміон рукокрилих має відносно більшу довжину у порівнянні з акроміоном людини.